# Jim Beam

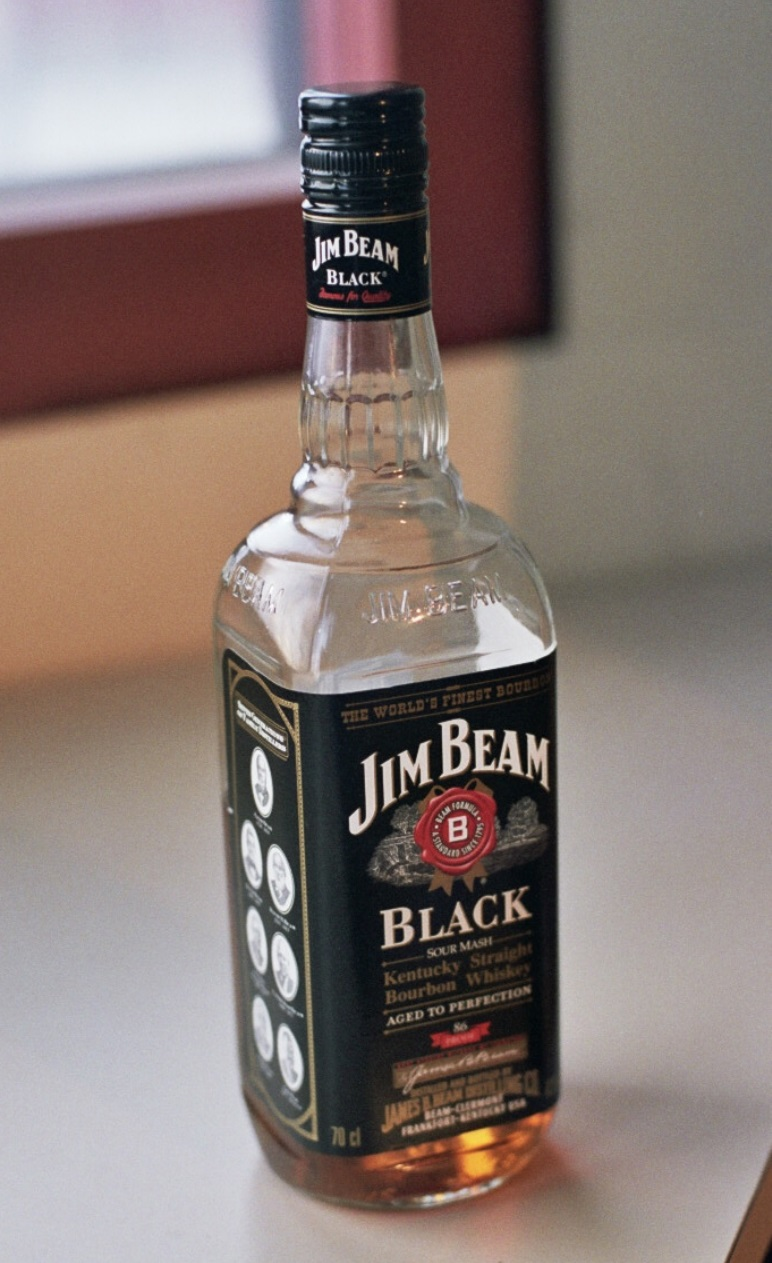
Jim Beam

Jim Beam – whiskey typu bourbon destylowana w Clermont w stanie Kentucky. Powstaje od 1795 roku i jest własnością firmy Beam Suntory.

## Popularne markiJim Beam
- Jim Beam White label (4-letnia, 40%)
- Jim Beam Green label (5-letnia, 40%, nazywana także „Jim Beam’s Choice”)
- Jim Beam Distillers Series (7-letnia, 45%)
- Jim Beam Black label (6-letnia, 43%)
- Jim Beam Yellow label (żytnia, 4-letnia, 40%)
- Jim Beam Double Oak (Jim Beam White, który jest leżakowany ponownie w nowej beczce przez nieznany okres, 43%).
- Jim Beam Devil's cut (whiskey odzyskiwana z drewna beczki, w której leżakował Jim Beam White, 45%)
- Jim Beam Red Stag (4-letnia z nutą czeremchy amerykańskiej, 35%)

Jim Beam produkuje także kilka gatunków bardziej ekskluzywnych whiskey, w tym m.in. Booker’s, Knob Creek, Baker’s, i Basil Hayden’s.
14 lutego 2005 r. Jim Beam wstawił do leżakowania dziesięciomilionową beczkę whiskey.